# Дієго-дель-Карпіо
Дієго-дель-Карпіо (ісп. Diego del Carpio) — муніципалітет в Іспанії, у складі автономної спільноти Кастилія-і-Леон, у провінції Авіла. Населення — 185 осіб (2010).
Муніципалітет розташований на відстані близько 140 км на захід від Мадрида, 55 км на захід від Авіли.
На території муніципалітету розташовані такі населені пункти: (дані про населення за 2010 рік)
- Карпіо-Медіанеро: 29 осіб
- Дієго-Альваро: 156 осіб

## Демографія
Динаміка населення (INE ):